# Sigmoria translineata
Sigmoria translineata är en mångfotingart som beskrevs av Shelley 1981. Sigmoria translineata ingår i släktet Sigmoria och familjen Xystodesmidae. Inga underarter finns listade i Catalogue of Life.